# Puchar Słowenii w piłce siatkowej mężczyzn (2017)
Puchar Słowenii w piłce siatkowej mężczyzn 2017 (Pokal Slovenije moški 2017) – rozgrywki o siatkarski Puchar Słowenii rozegrane w dniach od 29 września do 23 grudnia 2017 roku. Turniej finałowy odbył się w VŠD Hoče w Hoče.
W rozgrywkach o Puchar Słowenii wzięły udział 42 zespoły. Po raz dziesiąty Puchar Słowenii zdobyła drużyna ACH Volley Lublana, pokonując w finale Calcit Kamnik.

## Drużyny uczestniczące
| 1. DOL 10 drużyn         | 1. DOL 10 drużyn |
| ------------------------ | ---------------- |
| ACH Volley Lublana       | zwycięstwo       |
| Calcit Kamnik            | finał            |
| GEN-I Volley Nova Gorica | 1/8 finału       |
| Krka Novo mesto          | 1/8 finału       |
| OK Črnuče                | 1/8 finału       |
| OK Hoče                  | półfinał         |
| Maribor                  | ćwierćfinał      |
| Triglav Kranj            | półfinał         |
| Panvita Pomgrad          | ćwierćfinał      |
| Salonit Anhovo Kanal     | ćwierćfinał      |

| 2. DOL 12 drużyn           | 2. DOL 12 drużyn |
| -------------------------- | ---------------- |
| Calcit Kamnik II           | 1/8 finału       |
| KORvolley                  | 4. runda         |
| MOK Kočevje                | 3. runda         |
| OK Črnuče ACH II           | 4. runda         |
| OK Fužinar SIJ Metal Ravne | 1/8 finału       |
| OK KEKOOprema Žužemberk    | 1/8 finału       |
| OK National Žirovnica      | 4. runda         |
| PRO Volley                 | 4. runda         |
| Šoštanj Topolšica          | 4. runda         |
| SIP Šempeter               | ćwierćfinał      |
| SiPlayer Fram              | 1/8 finału       |
| ŠD Braslovče               | 1/8 finału       |

| 3. DOL vzhod 5 drużyn       | 3. DOL vzhod 5 drużyn |
| --------------------------- | --------------------- |
| OK Bistrica                 | 2. runda              |
| OK Hoče II                  | 3. runda              |
| Maribor II                  | 3. runda              |
| OK Radenci                  | 4. runda              |
| Panvita Pomgrad II          | 3. runda              |
| 3. DOL zahod 6 drużyn       |                       |
| GEN-I Volley Nova Gorica II | 3. runda              |
| Krka Novo mesto II          | 2. runda              |
| OK Ljubljana Volley         | 3. runda              |
| OK SEP Mokronog             | 2. runda              |
| Triglav Kranj II            | 2. runda              |
| Špan Brezovica              | 2. runda              |

| Pozostałe 9 drużyn      | Pozostałe 9 drużyn |
| ----------------------- | ------------------ |
| Mivka Mokronog          | 3. runda           |
| OD Brestanica           | 3. runda           |
| OK Adergas              | 3. runda           |
| OK Črna                 | 3. runda           |
| OK Hoče III             | 3. runda           |
| OK Kema Puconci         | 2. runda           |
| OK Kostanjevica na Krki | 4. runda           |
| ŠD Loka Žužemberk       | 4. runda           |
| ŠD Papagaji Vransko     | 3. runda           |

## 2. runda
| Data       | Drużyna 1           |     | Drużyna 2          | Sety                                |
| ---------- | ------------------- | --- | ------------------ | ----------------------------------- |
| 29.09.2017 | OK Kema Puconci     | 0:3 | OK Radenci         | (10:25, 17:25, 22:25)               |
| 04.10.2017 | ŠD Papagaji Vransko | 3:1 | OK Bistrica        | (25:21, 25:20 16:25, 25:17)         |
| 03.10.2017 | OK Adergas          | 3:1 | Špan Brezovica     | (25:14, 25:14, 19:25, 25:23)        |
| 04.10.2017 | OK SEP Mokronog     | 0:3 | OD Brestanica      | (19:25, 18:25, 12:25)               |
| 03.10.2017 | OK Ljubljana Volley | 3:2 | Krka Novo mesto II | (23:25, 24:26, 25:22, 25:20, 15:13) |
| 03.10.2017 | Mivka Mokronog      | 3:0 | Triglav Kranj II   | (25:15, 25:15, 25:19)               |

## 3. runda
| Data       | Drużyna 1                   |     | Drużyna 2               | Sety                                |
| ---------- | --------------------------- | --- | ----------------------- | ----------------------------------- |
| 11.10.2017 | OK Radenci                  | 3:0 | Maribor II              | (25:14, 25:22, 25:21)               |
| 06.10.2017 | OK Hoče II                  | 0:3 | SiPlayer Fram           | (12:25, 16:25, 18:25)               |
| 12.10.2017 | Panvita Pomgrad II          | 0:3 | Šoštanj Topolšica       | (18:25, 7:25, 14:25)                |
| 11.10.2017 | ŠD Papagaji Vransko         | 1:3 | PRO Volley              | (25:18, 24:26, 22:25, 13:25)        |
| 10.10.2017 | OK Hoče III                 | 0:3 | ŠD Braslovče            | (21:25, 19:25, 17:25)               |
| 07.10.2017 | OK Črna                     | 2:3 | KORvolley               | (25:22, 28:30, 25:21, 24:26, 12:15) |
| 10.10.2017 | OK Adergas                  | 1:3 | OK Kostanjevica na Krki | (25:20, 25:27, 21:25, 20:25)        |
| 11.10.2017 | OD Brestanica               | 0:3 | OK KEKOOprema Žužemberk | (19:25, 19:25, 20:25)               |
| 11.10.2017 | ŠD Loka Žužemberk           | 3:0 | MOK Kočevje             | (25:17, 25:13, 25:17)               |
| 11.10.2017 | Calcit Kamnik II            | 3:1 | OK Ljubljana Volley     | (25:19, 25:14, 26:28, 25:17)        |
| 11.10.2017 | GEN-I Volley Nova Gorica II | 0:3 | OK Črnuče ACH II        | (16:25, 22:25, 19:25)               |
| 12.10.2017 | Mivka Mokronog              | 0:3 | OK National Žirovnica   | (19:25, 21:25, 14:25)               |

## 4. runda
| Data       | Drużyna 1               |     | Drużyna 2                  | Sety                                |
| ---------- | ----------------------- | --- | -------------------------- | ----------------------------------- |
| 18.10.2017 | OK Radenci              | 1:3 | SiPlayer Fram              | (17:25, 25:20, 18:25, 24:26)        |
| 18.10.2017 | Šoštanj Topolšica       | 0:3 | GEN-I Volley Nova Gorica   | (26:28, 23:25, 19:25)               |
| 17.10.2017 | PRO Volley              | 2:3 | ŠD Braslovče               | (25:21, 25:27, 16:25, 27:25, 9:15)  |
| 25.10.2017 | KORvolley               | 1:3 | OK Črnuče                  | (25:23, 14:25, 22:25, 16:25)        |
| 18.10.2017 | OK Kostanjevica na Krki | 1:3 | OK KEKOOprema Žužemberk    | (25:20, 25:27, 20:25, 20:25)        |
| 18.10.2017 | ŠD Loka Žužemberk       | 2:3 | OK Fužinar SIJ Metal Ravne | (25:20, 25:23, 20:25, 21:25, 10:15) |
| 18.10.2017 | Calcit Kamnik II        | 3:1 | OK Črnuče ACH II           | (20:25, 25:15, 25:21, 25:21)        |
| 19.10.2017 | SIP Šempeter            | 3:0 | OK National Žirovnica      | (25:22, 25:22, 25:20)               |

## 1/8 finału
| Data       | Drużyna 1                  |     | Drużyna 2                | Sety                                |
| ---------- | -------------------------- | --- | ------------------------ | ----------------------------------- |
| 08.11.2017 | SiPlayer Fram              | 0:3 | Calcit Kamnik            | (13:25, 18:25, 12:25)               |
| 08.11.2017 | Salonit Anhovo Kanal       | 3:0 | GEN-I Volley Nova Gorica | (25:23, 25:15, 25:17)               |
| 15.11.2017 | Salonit Anhovo Kanal       | 3:0 | GEN-I Volley Nova Gorica | (25:20, 25:16, 25:13)               |
| 08.11.2017 | ŠD Braslovče               | 0:3 | Triglav Kranj            | (20:25, 19:25, 10:25)               |
| 15.11.2017 | ŠD Braslovče               | 0:3 | Triglav Kranj            | (15:25, 20:25, 18:25)               |
| 08.11.2017 | Panvita Pomgrad            | 3:0 | OK Črnuče                | (25:19, 25:22, 25:18)               |
| 15.11.2017 | Panvita Pomgrad            | 3:1 | OK Črnuče                | (25:22, 25:22, 21:25, 25:19)        |
| 15.11.2017 | OK KEKOOprema Žužemberk    | 0:3 | ACH Volley Lublana       | (14:25, 19:25, 11:25)               |
| 08.11.2017 | OK Fužinar SIJ Metal Ravne | 1:3 | Maribor                  | (12:25, 25:21, 13:25, 23:25)        |
| 15.11.2017 | OK Fužinar SIJ Metal Ravne | 0:3 | Maribor                  | (13:25, 19:25, 18:25)               |
| 08.11.2017 | Calcit Kamnik II           | 0:3 | OK Hoče                  | (21:25, 16:25, 15:25)               |
| 07.11.2017 | SIP Šempeter               | 3:1 | Krka Novo mesto          | (25:27, 25:21, 25:19, 25:22)        |
| 15.11.2017 | SIP Šempeter               | 3:2 | Krka Novo mesto          | (26:24, 25:21, 18:25, 12:25, 15:11) |

## Ćwierćfinały
| Data       | Drużyna 1            |     | Drużyna 2          | Sety                                |
| ---------- | -------------------- | --- | ------------------ | ----------------------------------- |
| 29.11.2017 | Salonit Anhovo Kanal | 2:3 | Calcit Kamnik      | (25:18, 26:24, 24:26, 14:25, 11:15) |
| 15.12.2017 | Salonit Anhovo Kanal | 1:3 | Calcit Kamnik      | (25:19, 22:25, 25:22, 25:12)        |
| 29.11.2017 | Triglav Kranj        | 3:0 | Panvita Pomgrad    | (25:20, 25:18, 27:25)               |
| 13.12.2017 | Triglav Kranj        | 3:2 | Panvita Pomgrad    | (30:28, 22:25, 20:25, 25:23, 15:9)  |
| 29.11.2017 | Maribor              | 1:3 | ACH Volley Lublana | (19:25, 16:25, 25:23, 13:25)        |
| 13.12.2017 | Maribor              | 0:3 | ACH Volley Lublana | (24:26, 28:30, 21:25)               |
| 30.11.2017 | SIP Šempeter         | 0:3 | OK Hoče            | (19:25, 18:25, 19:25)               |
| 12.12.2017 | SIP Šempeter         | 0:3 | OK Hoče            | (21:25, 16:25, 20:25)               |

## Turniej finałowy

### Półfinały
| Data       | Drużyna 1          |     | Drużyna 2     | Sety                                |
| ---------- | ------------------ | --- | ------------- | ----------------------------------- |
| 22.12.2017 | Calcit Kamnik      | 3:2 | Triglav Kranj | (23:25, 25:15, 25:27, 25:19, 15:13) |
| 22.12.2017 | ACH Volley Lublana | 3:0 | OK Hoče       | (25:22, 25:21, 25:18)               |

### Finał
| Data       | Drużyna 1     |     | Drużyna 2          | Sety                         |
| ---------- | ------------- | --- | ------------------ | ---------------------------- |
| 23.12.2017 | Calcit Kamnik | 1:3 | ACH Volley Lublana | (24:26, 19:25, 25:20, 18:25) |

## Nagrody indywidualne
| Nagroda                             | Zdobywca nagrody                  |
| ----------------------------------- | --------------------------------- |
| Najbardziej wartościowy gracz (MVP) | Petar Đirlić (ACH Volley Lublana) |
| Najlepszy rozgrywający              | Jan Brulec (ACH Volley Lublana)   |
| Najlepszy przyjmujący               | Primož Vidmar (Calcit Kamnik)     |
| Najlepszy blokujący                 | Sašo Štalekar (Calcit Kamnik)     |
| Najlepszy libero                    | Jani Kovačič (ACH Volley Lublana) |